# Barruelo del Valle
Barruelo del Valle es un municipio y localidad española de la provincia de Valladolid, en la comunidad autónoma de Castilla y León.

## Toponimia
No hay acuerdo sobre la procedencia del término de Barruelo. La teoría más probable es que se derive del árabe al-barri, 'el arrabal'. Otras teorías indican que podría proceder del celta barros, 'fortaleza', procedente del latín vulgar barra, barrium, 'barrera defensiva cercana a las murallas', o bien ser un diminutivo de barrio, 'aldea'.

## Geografía
El municipio se encuentra situado «á la falda de los montes que forman el valle Torrelobaton». Pertenece a la comarca de los Montes Torozos y linda con los términos municipales de Castromonte y el término segregado de Monte de San Lorenzo de Torrelobatón al norte, Torrecilla de la Torre al este, Torrelobatón y Villasexmir al sur, y Adalia y San Cebrián de Mazote al oeste.

## Historia
A mediados del siglo XIX el municipio lo formaban «unas 80 casas muy malas á excepción de la del curato». Se dedicaba a la producción de «trigo, cebada, centeno, legumbres y algo de zumaque» y su actividad industrial más importante fue la del porte de grano al canal de Castilla y la fabricación de esteras de esparto por mujeres y niños.
Como muchos pueblos castellanos, en los últimos años ha sufrido varios robos de su patrimonio artístico, aunque por fortuna han podido ser recuperados. En 1992 fue sustraída de la iglesia la imagen de Santa Ana, una figura de la segunda mitad del siglo XVI, siendo encontrada en 1997. En 1998 desapareció la escultura policromada de Cristo, siendo recuperada ese mismo año.
En 2005 se inauguraron la plaza Mayor y la casa consistorial, lo que supuso una inversión de 72 000 euros, financiados por la Diputación de Valladolid y el Ayuntamiento. Al acto acudió el presidente de la Diputación, Ramiro Ruiz Medrano.

### sigloXIX
Así se describe a Barruelo del Valle en la página 62 del tomo IV del Diccionario geográfico-estadístico-histórico de España y sus posesiones de Ultramar, obra impulsada por Pascual Madoz a mediados del siglo XIX:

BARRUELO

Lugar con ayuntamiento de la provincia, audiencia territorial y capitanía general de Valladolid (5 leguas), partido judicial de la Mota del Marqués (2), diócesis de Palencia (11).
Situado a la falda de los montes que forman el valle de Torrelobatón y combatido por los vientos S y O, lo forman unas 80 casas muy malas, a excepción de la del curato que es bastante regular; sus calles son estrechas y pendientes con piso desigual y malo, no obstante estar empedradas; hay escuela de instrucción primaria, una fuente de exquisitas aguas con un pilón para abrevadero de ganados, y una iglesia parroquial bajo la advocación de San Pelayo, servida por un cura teniente, cuya plaza es de entrada y de presentación del diocesano; a muy corta distancia de la población, hacia la parte del O, se encuentran 2 ermitas, denominadas la una de la Virgen de Villaudor, y la otra El Humilladero; contiguo a esa se halla el cementerio.
Confina el término con el de Torrelobatón y con el coto del monasterio de Santa Espina.
El terreno es de mediana calidad, y sus caminos todos de herradura bastante regulares.
Producciones: aunque con escasez, trigo, cebada, centeno, legumbres y algo de zumaque.
Industria: la arriería, particularmente del porte de granos al canal de Castilla y fabricación de estera de esparto por las mujeres y niños.
Población: 51 vecinos, 198 almas.

Capital productivo: 222.100 reales. Imponible: 22.100.

## Geografía humana

### Demografía
Cuenta con una población de 52 habitantes (INE 2024).

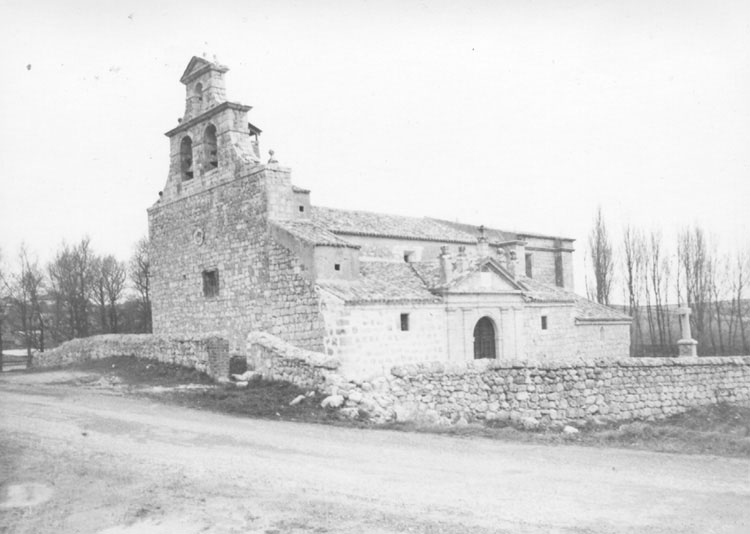
La iglesia a principios del

| Gráfica de evolución demográfica de Barruelo del Valle entre 1842 y 2021 |
| |
| Población de derecho según los censos de población del INE Población de hecho según los censos de población del INEEn estos censos se denominaba Barruelo: 1842, 1857, 1860, 1877, 1887, 1897, 1900, 1910, 1920, 1930, 1940, 1950, 1960, 1970, 1981 y 1991 |

## Administración y política
| Periodo   | Nombre                       | Partido         |
| --------- | ---------------------------- | --------------- |
| 1979-1983 | Evelio García Descalzo       | Alianza Popular |
| 1983-1987 | Ricardo Rodríguez Maeso      | Alianza Popular |
| 1987-1991 | José María Salgado Rodríguez | P.S.O.E.        |
| 1991-1995 | José María Salgado Rodríguez | P.S.O.E.        |
| 1995-1999 | Alejandro García Descalzo    | Partido Popular |
| 1999-2003 | Alejandro García Descalzo    | Partido Popular |
| 2003-2007 | Alejandro García Descalzo    | Partido Popular |
| 2007-2011 | Mario de Fuentes Francos     | Partido Popular |
| 2011-2015 | Mario de Fuentes Francos     | Partido Popular |
| 2015-2019 | Mario de Fuentes Francos     | Vox             |
| 2019-2023 | Mario de Fuentes Francos     | Vox             |
| 2023-act. | Mario de Fuentes Francos     | Vox             |

## Cultura

### Patrimonio

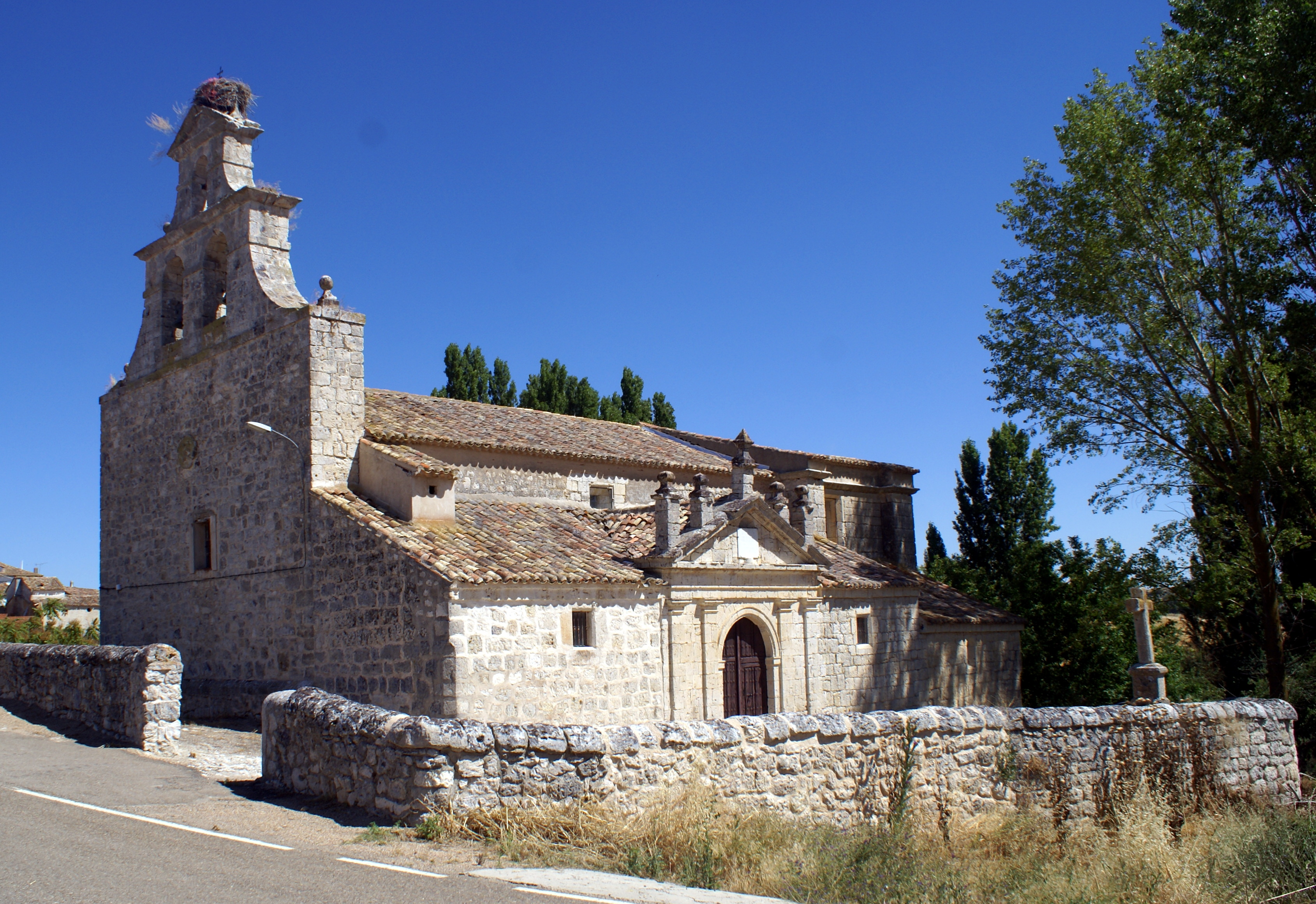
Iglesia de San Pelayo

- Iglesia de San Pelayo: edificada durante la segunda mitad del siglo XVI y finales del siglo XVIII, por lo que posee una mezcla de estilos entre el renacimiento, el barroco y el neoclasicismo. Posee una sola nave cubierta con cañón con lunetos, coro alto apoyado en un par de columnas toscanas. La portada, de medio punto, se abre en el lado de la nave de la Epístola. El retablo mayor, de estilo neoclásico, consta de un cuerpo y ático, donde destaca la imagen de Santa Ana.

- Ermita de la Virgen de Villaudor: construida durante el siglo XVIII en estilo barroco. Consta de una nave cubierta con una armadura de par e hilera. Alberga una imagen del siglo XVIII de la Virgen de Villaudor con vistoso manto de brocados.

### Fiestas
- Domingo y lunes durante la Pascua de resurrección.
- 2 de junio: Día de la Rogativa. Se sacan en procesión todas las imágenes de la ermita de la Virgen de Villahudor.
- 26 de junio: San Pelayo.